# HAL (software)
HAL (zkratka z anglického Hardware Abstraction Layer – Vrstva abstrakce hardwaru) byl svobodný software (pod licencí GNU GPL) pro operační systémy unixového typu, který poskytoval vrstvu abstrakce nad hardwarem. Jeho smyslem bylo umožnit aplikacím snadný přístup k hardware přes přenositelné programové rozhraní. 
Meziprocesovou komunikaci pro přístup aplikací nabízel HAL přes softwarovou sběrnici D-Bus.  Na Linuxu objevoval nová zařízení zkoumáním virtuálního souborového systému sysfs a také nasloucháním událostem linuxového jádra hlásícím připojování zařízení za chodu. V některých linuxových distribucích pro něj byla také vytvořena speciální pravidla pro udev, který mu podle nich oznamoval připojení zařízení.
Poslední verze HALu byla vydána v roce 2009 a linuxové distribuce i aplikace od něj následně začaly ustupovat. Například vývojáři X.Org začali plánovat odstranění jeho využití hned v roce 2009.